# Черніївський
Іхтіологічний заказник «Черніївський» був зарезервований для наступного заповідання рішенням Івано-Франківського Облвиконкому № 451 від 15.07.1996 року на землях Черніївського водозабору (Тисменицький район, стариця р. Бистриці Надвірнянської).
Площа – 20,2 га.

## Характеристика
Об'єкт представлений місцем масового скупчення різноманітних видів риб під час руху їх у верхів'я річки до нерестовища, де вони легко стають здобиччю браконьєрів.